# Kacem Slimani
Kacem Slimani (1º luglio 1948 – 30 novembre 1996) è stato un calciatore marocchino, di ruolo difensore.

## Carriera

### Club
In patria ha giocato con il Renaissance de Settat, con cui ha vinto un campionato e una coppa nazionale.
In Francia ha giocato una stagione in massima serie con il Paris FC e due stagioni in seconda serie col Nœux-les-Mines.

### Nazionale
Partecipò con la nazionale del Marocco  al Campionato mondiale di calcio 1970.

## Palmarès
- Campionato marocchino: 1

Renaissance de Settat: 1970-1971
- Coppa del Marocco: 1

Renaissance de Settat: 1968-1969